# Ludovico Simonetta
Ludovico Simonetta (Milano, 1500 circa – Roma, 30 aprile 1568) è stato un cardinale e vescovo cattolico italiano.

## Biografia
Nacque attorno al 1500 a Milano dal conte palatino Alessandro Simonetta e Antonia Castiglioni. Era il nipote di Giacomo Simonetta.
Papa Pio IV lo elevò al rango di cardinale nel concistoro del 26 febbraio 1561.
Morì il 30 aprile 1568 a Roma.